# Principio de razón suficiente
El principio de razón suficiente (en francés: principe de raison suffisante; en latín: principium reddendae rationis) es un postulado filosófico según el cual todo lo que ocurre tiene una razón suficiente para que sea así y no de otra manera, o, en otras palabras, que todo tiene una explicación suficiente. El filósofo alemán Gottfried Leibniz fue uno de los principales promotores del principio; en Monadología  considera que este principio es uno de los que funda cualquier razonamiento: «Consideramos que ningún hecho puede ser verdadero sin que haya una razón suficiente para sea así y no de otro modo». Su afirmación viene a sugerir que cuando buscamos explicaciones estamos presuponiendo a priori que debe haber alguna explicación; si no, no tendría sentido alguno pretender buscarla. Este principio tiene antecedentes a lo largo de la historia de la filosofía.

## Formulación
El principio de razón suficiente admite diversas formulaciones, todas ellas pueden ser reducidas a alguna de las formas siguientes:
- Para toda entidad X, si X existe, entonces hay una explicación suficiente de por qué «X existe».
- Para cada evento E, si E ocurre, entonces hay una explicación suficiente por la cual «E ocurre».
- Para cada proposición P, si P es cierta, entonces hay una explicación suficiente de por qué «P es cierta».

Aquí «explicación suficiente» puede entenderse como un conjunto de razones o de causas, aunque muchos filósofos de los siglos XVII y XVIII no distinguieron entre estos dos tipos de «explicaciones suficientes». El resultado del principio, sin embargo, es muy diferente según se interprete una «explicación suficiente» de una u otra manera.
En la actualidad sigue siendo una cuestión abierta si el principio de razón suficiente puede ser considerado un axioma en una construcción lógica como en una teoría matemática o en una teoría física, porque los axiomas son proposiciones que se aceptan sin necesidad de tener una justificación dentro del propio sistema.[cita requerida] Los axiomas son las proposiciones básicas de las nociones primitivas no definidas.

### Fuerte vs. débil
Se diferencia entre una versión fuerte y débil del principio de razón suficiente. Alexander Pruss y Richard M. Gale los diferencia así:
- Fuerte: para cada proposición, p , si p es verdadera, entonces hay una proposición, q, que explica p.
- Débil: para todas las verdades contingentes p , es posible que p tenga una explicación.

Una versión modal del principio de razón suficiente fuerte lo toma como necesario en todos los mundos posibles, mientras que una versión modal débil lo presenta como contingentemente verdadero. Pruss también presentó un «principio débil de razón suficiente» donde «posiblemente principio débil de razón suficiente sea verdadero» para quienes piensen que algunos procesos son en principio inexplicables. Graham Oppy criticó esta distinción sosteniendo que el principio débil implica el principio fuerte.

## Historia del principio

### Antecedentes
La formulación moderna del principio generalmente se atribuye al filósofo de la Ilustración temprana Gottfried Leibniz, pero no fue un iniciador. El principio tiene antecedentes todo a lo largo de la historia de la filosofía. Dice Leibniz:
¿No ha hecho uso todo el mundo de este principio en mil ocasiones?
Varios filósofos que lo precedieron incluyen a: Anaximandro, Parménides, Arquímedes, Platón, Aristóteles, Epicuro, Cicerón, Avicena, Tomás de Aquino y Spinoza. El filósofo presocrático atomista Leucipo de Mileto formuló que:

"Nada procede del azar, sino de la razón y la necesidad."
Estobeo, I, 4, 7c
Diels-Kranz, Die Fragmente der Vorsokratiker, 67 B2

Se ha señalado que está en la frase de Anselmo de Canterbury «quia Deus nihil sine ratione facit» y la formulación del argumento ontológico de la existencia de Dios. Una conexión más clara es con el argumento cosmológico de la existencia de Dios. El principio se puede ver tanto en Tomás de Aquino como en Guillermo de Ockham. Algunos filósofos han asociado el principio de razón suficiente con ex nihilo nihil fit.  William Hamilton identificó las leyes de inferencia modus ponens con la «ley de razón suficiente, o de razón y consecuente» y modus tollens con su expresión contrapositiva. Christian Wolff expreso el principio así: Nihil est sine ratione cur potius sit, quam non sit.

### Gottfried Leibniz

#### Formulaciones de Leibniz
Leibniz identificó dos tipos de verdad, las verdades necesarias y las contingentes. Y afirmó que todas las verdades se basan en dos principios: (1) la no contradicción y (2) la razón suficiente. En la Monadología, dice:

Nuestros razonamientos están fundados sobre dos grandes principios: el de contradicción..., y el de la razón suficiente, en virtud del cual consideramos que ningún hecho podría hallarse ser verdadero o existente, ningún enunciado verdadero, sin que haya una razón suficiente por la que ello sea así y no de otra manera, si bien estas razones las más de las veces no nos puedan ser conocidas.
Monadología, §31-32.

Las verdades necesarias pueden derivarse de la ley de identidad (y del principio de no contradicción): «Las verdades necesarias son aquellas que pueden demostrarse mediante un análisis de términos, de modo que al final se conviertan en identidades, tal como en álgebra una ecuación expresar una identidad resulta en última instancia de la sustitución de valores [por variables]. Es decir, las verdades necesarias dependen del principio de contradicción». La razón suficiente de una verdad necesaria es que su negación sea una contradicción.
Leibniz admitió verdades contingentes, es decir, hechos en el mundo que no son necesariamente verdaderos, pero que sin embargo son verdaderos. Incluso estas verdades contingentes, según Leibniz, solo pueden existir sobre la base de razones suficientes. Leibniz establece que no todo lo posible existe. «Una vez admitido esto se sigue que algunos posibles llegan a la existencia más bien que otros no por absoluta necesidad sino por alguna otra razón (como el bien, el orden, la perfección)». Leibniz describe el principio como principium redendae rationis (principio por el que se ha de dar razón). En Theoría motus abstracti (seccs. 23-24) dice: «Nada acontece sin razón», de donde establece las condiciones de que hay que evitar cambios inestables; entre contrarios elegir el término medio; y poder agregar a cualquier término lo que nos plazca siempre y cuando no cause perjuicio a ningún otro término; pues "este nobilísimo principio de razón suficiente" es "el ápice de la racionalidad en el movimiento".

[J]amás ocurre algo sin que haya una causa o al menos una razón determinante, es decir, algo que pueda servir para dar razón a priori de por qué algo existe y por qué existe de esta manera más bien que de otra manera.
Théodicée, I, 44.

#### Argumentos de Leibniz a favor del principio
En el Diccionario de filosofía de Ferrater Mora se expone tres argumentos que Leibniz sostuvo a favor del principio:
1. Hay algo más bien que nada porque hay una razón suficiente: la superioridad del ser sobre el no-ser.
2. No hay vacío en la Naturaleza, porque entonces habría que explicar por qué ciertas partes están ocupadas y otras no, y la razón de ello no puede encontrarse en el vacío mismo.
3. La materia no puede reducirse a la extensión porque no habría razón que explicara por qué una parte de la materia está en el lugar x más bien que en el lugar y.

#### Consecuencias del principio de Leibniz
Según el principio de razón suficiente, todos los eventos que a primera vista parecen azarosos o contingentes, en realidad tienen una explicación suficiente, su aparente incompresibilidad es que no disponemos de un conocimiento completo de los mismos. Para la tradición racionalista, el principio de razón suficiente es el fundamento de toda verdad, dado que nos permite establecer cuál es la condición (la razón) de la verdad de una proposición. Todo lo que sucede tiene en sí una razón suficiente. Un análisis completo haría patente dicha razón. En último término, para Dios, todo es verdad de razón.
El racionalismo cartesiano considera que la descomposición analítica de cualquier hecho en elementos más simples permite conocer el orden lógico que constituyen las cosas complejas, así como las relaciones causales entre ellas. Consecuentemente la lógica aristotélica tradicional de la intuición de las esencias por parte del entendimiento como facultad del alma, es interpretada ahora por la lógica racionalista de Port Royal como lógica de atribución a una noción que es conocida como idea en la conciencia, no como intuición de la realidad de la esencia como había sido hasta ahora. Por ello, el predicado es un atributo o modo del sujeto como sustancia, cognoscible mediante análisis, según conocimiento acabado de los elementos que le constituyen como sustancia y las causas (relaciones con otras sustancias) que lo hicieron posible y existente en el mundo de la experiencia. En otras palabras, todo es necesario pues en último término todas las verdades serían para nosotros verdades de razón si pudiéramos someter la realidad a un completo análisis. Así el racionalismo se basa en la asunción de que las verdades de hecho son verdades de razón. En el racionalismo de Descartes, si existe un «Dios» o ser con una capacidad de análisis infinita, este podría saber que todas las verdades del mundo son de hecho verdades de razón. 
El mecanicismo cartesiano parecería estar apoyado en este principio, a condición del mantenimiento de un dualismo radical: la sustancia pensante, res cogitans y la sustancia extensa res extensa. Pero Leibniz no admitió tal dualismo en su concepción metafísica. Considerándolo un mecanicismo injustificable por su condición de materia extensa y justificó la sustancia con su concepto de mónada. Así Leibniz considera que el orden existente en el mundo es una «armonía preestablecida por Dios» y la libertad aparente del hombre es una acción inmanente de las mónadas.
Para justificar el hecho de la libertad se ha hecho famosa la frase que utilizó el propio Leibniz para explicar su principio y las verdades de razón: «César pasó el Rubicón». Considerando que el hecho de pasar el Rubicón aparentemente no procede del análisis de la noción de César. Puesto que César al ser un ser libre, pudo no haber pasado el Rubicón, sin dejar de ser César. Sin embargo como, de hecho, pasó el Rubicón tiene que haber una razón suficiente para que lo hiciera, y dicha razón no puede estar más que en la propia esencia de César. El César que no hubiera pasado el Rubicón ya no sería el mismo César, sería otro César. Pues César se constituye como tal en sus predicados. Solo un análisis completo de todo lo que constituye la noción de César explicaría la verdad necesaria, y por tanto verdad de razón del hecho: «César pasó el Rubicón»
Estos análisis abarcan solamente unos cuantos elementos mundanos que nos dan razón y explican una verdad de hecho, contingente, que pudo no haber sido; pero para Dios, todo sucede conforme a una razón suficiente contenida en la noción de cada mónada. El conjunto y finalidad de la razón suficiente de la acción de todas las mónadas, en su conjunto como mundo real, frente a todos los mundos posibles no puede ser otra que: «Este es el mejor mundo de todos los posibles». Leibniz usó este principio como respuesta al problema del mal, una teodicea. Escribe en su Carta a des Bosses en 1711: «si no hubiera la mejor serie posible, Dios no habría creado nada, pues no puede obrar sin una razón o preferir lo menos perfecto a lo más perfecto». Así queda justificada la Perfección y Bondad de Dios o el engaño de un demonio poderoso que se haga pasar por Dios. Solamente si Dios decide existir por su voluntad podría saber que Dios es él mismo.

Otro principio apenas menos general en su aplicación que el principio de contradicción, se aplica a la naturaleza de la libertad. Se trata del principio de que nada acontece sin la posibilidad de que una mente omnisciente pueda dar alguna razón del por qué acontece más bien que no acontece. Además, me parece que este principio tiene contingentes el mismo uso que para las cosas necesarias.

Samuel Clarke señaló una dificultad para aplicar incluso al comportamiento humano el principio de razón suficiente: «alguien que tiene una buena razón para hacer A o B, pero no tiene ninguna razón para hacer uno de estos en lugar del otro, seguramente elegirá uno arbitrariamente en lugar de no hacer nada» . Dado que las razones suficientes de las verdades contingentes son en gran medida desconocidas para los humanos, Leibniz apeló a infinitas razones suficientes, a las que solo Dios tiene acceso:
En las verdades contingentes, aunque el predicado esté en el sujeto, éste nunca puede demostrarse, ni una proposición puede jamás reducirse a una igualdad o a una identidad, sino que la resolución procede hasta el infinito, viendo sólo Dios, no el fin de la resolución, por supuesto, que no existe, sino la conexión de los términos o la contención del predicado en el sujeto, ya que él ve lo que hay en la serie.
Sin esta calificación, el principio puede ser visto como una descripción de una cierta noción de sistema cerrado, en el que no hay un 'afuera' que proporcione causas a los eventos inexplicables. También está en tensión con la paradoja del asno de Buridan (el caso absurdo de un asno que no sabe elegir entre dos montones de heno y en consecuencia termina muriendo de inanición), porque aunque los hechos supuestos en la paradoja presentarían un contraejemplo a la afirmación de que todas las verdades contingentes están determinadas por razones suficientes, la premisa clave de la paradoja debe ser rechazada cuando se considera la típica concepción infinitaria del mundo de Leibniz.
En consecuencia de esto, el caso del asno de Buridan entre dos prados, impulsado igualmente hacia ambos, es una ficción que no puede ocurrir en el universo... Para el universo no puede ser cortado por la mitad verticalmente en toda su longitud, de modo que todo es igual y semejante en ambos lados... Ni las partes del universo ni las vísceras del animal son iguales ni están uniformemente colocadas a ambos lados de esta vertical plano. Por lo tanto, siempre habrá muchas cosas en el asno y fuera del asno, aunque no nos sean aparentes, que lo determinarán a ir de un lado y no del otro. Y aunque el hombre es libre y el asno no lo es, sin embargo, por la misma razón debe ser cierto que en el hombre igualmente es imposible el caso de un equilibrio perfecto entre dos cursos.

Leibniz también utilizó el principio de razón suficiente para refutar la idea de espacio absoluto:
Digo entonces, que si el espacio es un ser absoluto, habría algo para lo cual sería imposible que hubiera una razón suficiente. Lo cual va en contra de mi axioma. Y lo demuestro así. El espacio es algo absolutamente uniforme; y sin las cosas colocadas en él, un punto en el espacio no difiere absolutamente en ningún aspecto de otro punto del espacio. Ahora bien, de aquí se sigue (suponiendo que el espacio sea algo en sí mismo, además del orden de los cuerpos entre sí), que es imposible que haya una razón por la cual Dios, conservando la misma situación de los cuerpos entre sí, los haya colocado en el espacio de una manera particular, y no de otra; por qué no se colocó todo de manera completamente contraria, por ejemplo, cambiando el Este por el Oeste.

## Interpretaciones del principio

### Christian Wolff
Christian Wolff derivó en Ontologia el principio de razón suficiente a partir del principio de no contradicción y lo vincula con la noción de causa.
Per rationem sufficientem intelligimus id, unde intelligitur, cur aliquid sit. (Entendemos por razón suficiente aquello por lo que se entiende por qué existe algo).
Esta interpretación de tipo ontológico ha sido mantenida como derivación del principio de no contradicción. Y ha sido la interpretación que ha prevalecido durante mucho tiempo en los racionalistas y neoescolásticos del siglo XIX. Immanuel Kant ve el principio «tan plausible que incluso el sentido común está de acuerdo» , diciendo en la Crítica de la razón pura que «es el fundamento de la experiencia posible, es decir, el conocimiento objetivo de las apariencias con respecto a su relación en la sucesiva serie de tiempo».

### Arthur Schopenhauer
Arthur Schopenhauer en su obra Sobre la cuádruple raíz del principio de razón suficiente (1813) señala cuatro formas de dicho principio:
- La razón según la cual todo lo que pasa en los objetos físicos o materiales puede explicarse.
- La razón según la cual hay una razón por la que una determinada proposición sea verdadera.
- La razón según la cual toda propiedad relativa a números o figuras geométricas es explicable en términos de otras propiedades.
- La razón según la cual alguien hace lo que hace.

Schopenhauer escribió sobre la importancia del principio de razón suficiente en la erudición:
La importancia del principio de razón suficiente es grandísima, porque se le puede considerar como el fundamento de todas las ciencias. Ciencia no es otra cosa que un sistema de conocimientos, es decir, un todo de conocimientos enlazados, en oposición a un mero agregado de ellos. Y ¿quién sino el principio de razón suficiente vincula los miembros de un sistema? Lo que distingue precisamente a una ciencia de un mero agregado es que sus conocimientos nacen unos de otros como de su propia razón... Además, todas las ciencias contienen nociones de causa, por las cuales se pueden determinar los efectos, e igualmente otros conocimientos sobre las necesidades de las consecuencias a partir de los principios, según se verá en nuestra ulterior consideración... Ahora bien, como la suposición hecha siempre por nosotros a priori de que todo tiene una razón es la que nos autoriza a preguntar en todas partes «por qué», el «por qué» puede ser llamado la madre de todas las ciencias.
Tales principios son la aplicación a cuatro necesidades: necesidad física, lógica, matemática y moral.

### Alexander Pfänder
Alexander Pfänder considera el sentido genuinamente lógico del principio, según el cual este descansa en la «conexión interna que la verdad de un juicio tiene, por un lado, con el "juicio"». Su conocimiento a priori no limita la posibilidad de la acción de cada mónada en su interior, porque en realidad la sucesión es un armonía preestablecida por Dios que ha elegido el «mejor mundo de los posibles»; «por otro lado con la razón suficiente», y es por lo tanto un principio aplicable solamente al juicio y a la condición de verdad, lo cual equivale, en el fondo, a la posibilidad de ser verdadero.

### Bertrand Russell
Bertrand Russell considera que el principio de razón suficiente engloba dos principios:
- Uno de carácter general que se aplica a todos los mundos posibles.
- Otro especial que se aplica únicamente al mundo actual.

Ambos principios se refieren a existentes, posibles o actuales, pero mientras el primero es una forma de la ley de causalidad (final) el segundo consiste en la afirmación de que toda producción causal actual está determinada por el deseo del bien. El primero tiene un carácter metafísicamente necesario (principio de los contingentes posibles) mientras el segundo es contingente (principio de los contingentes actuales).

### Martin Heidegger
Martin Heidegger considera este principio como una cuestión central de la metafísica pues atañe a la cuestión del fundamento. Considera que tiene dos aspectos:
- Negativo: nihil est sine ratione (nada existe sin una razón)
- Afirmativo: omne ens habet rationem (todo ser tiene razón)

Para Heidegger, la forma negativa es más fundamental, por cuanto no atañe a las cosas de las que se afirma algo, sino al fundamento de las cosas, del cual fundamento no se afirma nada; el principio se interpreta erróneamente al confundir «razón» con «fundamento». Por tanto, el principio declara nada hay sin razón, por tanto declara que el principio no carece de razón, pero no da la razón del fundamento. La razón del principio no se halla en el principio. El sentido de este pequeño principio de razón (der kleine Satz von Grund) es el sentido originario del «logos», como lo que «se hace ver», lo que se abre del ser para hacerse «presente». De esta forma, este pequeño principio se convierte en el gran principio (grosse Grundsatz), cuando habla como «palabra del Ser» (als Wort vom Sein), llamando a este Ser «Razón». 
Teniendo en cuenta todo lo anterior las varias maneras de entender el principio de razón suficiente adquiere las siguientes formas de entenderse:
- Ontológica
- Lógica
- Psicológica o gnoseológica
- Metafísica

### José Ferrater Mora
José Ferrater Mora concluye que todos estos modos están relacionados: puede considerarse ontológico, pero al mismo tiempo es lógico o lógicamente formulable; pero a la vez es un principio que se impone a todo pensar y, como tal todo pensar como pensamiento tiene su origen en el principio de razón.

## Críticas
El principio de razón suficiente es ampliamente aceptado y defendido por filósofos como Quentin Smith. La Stanford Encyclopedia of Philosophy expresa que: «A primera vista, el Principio parece tener un fuerte atractivo intuitivo (siempre pedimos explicaciones), pero muchos lo consideran demasiado audaz y costoso debido a las implicaciones radicales que parece producir».
Rechazar el principio de razón suficiente implica una gran dificultad en el contexto cotidiano, siendo casi una locura. Filósofos como Robert C. Koons y Alexander R. Pruss criticaron que el rechazo del principio de razón suficiente cae en un escepticismo extremo sobre la propia experiencia empírica. Sin embargo, Michael Della Rocca señala que «parece como si, durante los últimos, digamos, 271 años, una gran parte de los mejores esfuerzos de los mejores filósofos se hayan dedicado a un ataque frontal directo» al principio. Por lo tanto, parece necesario explicar por qué los filósofos se molestan en discutirlo. 
A grandes rasgos, hay dos razones por las que se discute este principio: la validez del principio mismo y sus implicaciones.

### Consecuencias del principio
Si tomamos este principio realmente en serio, fácilmente puede conducir a consecuencias que contradicen nuestro sentido común, como «la Identidad de los Indiscernibles, el necesitarismo, la relatividad del espacio y el tiempo, la existencia de un Ser auto-Necesario (es decir, Dios) y el Principio de Plenitud».
Tomando de ejemplo el determinismo duro, Peter van Inwagen y Jonathan Bennett interpretan que el principio de razón suficiente implica que no hay verdades contingentes. Se puede argumentar de la siguiente manera: «Hay una buena razón por la que el estado actual del universo es así» resulta en el hecho de que el universo estuvo completamente determinado en todos sus detalles desde el principio hasta el final durante todo el tiempo. Objeciones apelan al libre albedrío y la indeterminación de la mecánica cuántica como incompatibles con el principio.

### Validez del principio mismo
Una crítica del principio se antecede en el Trilema de Agripa. Según el cual la justificación de un hecho cae en aceptar una regresión infinita de explicaciones, una explicación circular o la existencia de hechos brutos. Cada cuerno cuestiona la legitimidad del principio.
John Leslie Mackie en The Miracle of Theism planteó: «¿Cómo sabemos que todo debe tener una razón suficiente?» y «¿Cómo puede haber un ser necesario, que contenga su propia razón suficiente?». Si la segunda pregunta no puede ser respondida entonces «se seguirá que las cosas en su conjunto no pueden tener una razón suficiente». David Hume consideró que es plausible a priori que no todo lo que existe tenga una explicación porque es concebible algo sin causa suficiente (humo sin fuego o fuego sin leña). Según Leonhard Euler, muchas de las pruebas del Principio son petitio principii, mientras que «otras derivan descuidadamente la imposibilidad de las cosas de nuestra ignorancia de las causas de estas cosas». Esto se aprecia cuando este principio se considera en casos en los que no está claro si realmente existe una razón. Un ejemplo destacado de estos casos es la pregunta: «¿Por qué hay algo y no nada?». Esta pregunta a menudo se rechazan como pseudo-pregunta. Sin embargo, si vemos esta pregunta válida, es muy difícil encontrar una razón que pueda responderse fácilmente allí. De ahí nace la idea de que «no hay razón para esto», y «hay un evento que no tiene razón». Se dice que esta es «cosa sin razón» o un hecho bruto. Por ejemplo, Bertand Russell explicó que es falaz argumentar que el universo es contingente porque todos los seres en él lo son (ver Falacia de composición). Russell sostuvo que el universo es un hecho bruto, «está ahí, y eso es todo». Por otro lado, Richard Swinburne sostuvo a Dios como el último «hecho bruto supremo».
Robert Nozick cuestiona la suposición de que una ley o principio fundamental pueda explicarse a sí mismo por autosubsunción, al ser una instancia de sí mismo. En tal caso, surge la pregunta de «si para que un hecho sea bruto no debe ser explicado por nada, o si no debe ser explicado por nada más que él mismo». John Post argumenta que el principio puede ser refutado a partir de los propios conceptos de explicación del principio mediante lo que llama «teorema de la herencia».
Dado un explicador final, entonces, no es lógica ni conceptualmente posible que haya una explicación de su existencia; ni siquiera una explicación teísta podría ser su única explicación posible, no habiendo explicación posible alguna. Tampoco podría haber un anhelo racional de tener una explicación de ello, ya que un anhelo es racional sólo si es consistente con principios racionalmente aceptables. Todo esto se aplica también al universo si, como algunos han argumentado durante mucho tiempo, es una explicación final.
Quentin Meillassoux argumenta en su obra After Finitude a favor de lo que él denomina 'hiper-caos', un modelo de realidad basado explícitamente en el rechazo del principio de razón suficiente.
El «principio de indiferencia» o «principio de razón insuficiente» indica que puede no haber razón suficiente «para inclinarse en favor de una opción más bien que otra u otras». Puede relacionarse el principio aquí referido con la paradoja, del Asno de Buridán.

## En la literatura
El principio de razón suficiente ocupa un lugar central en la novela Cándido, de Voltaire, publicada en 1759. Allí, esta idea es criticada con un tono satírico. Al comienzo de la novela, su protagonista, Cándido, es un ferviente adepto del principio de razón suficiente que le había enseñado su mentor, Pangloss. A lo largo de la novela, los acontecimientos desafortunados harán que Cándido sea cada vez más crítico con este principio. Por el contrario, Pangloss seguirá convencido del mismo.